# 루트 7
"루트 7"은 1999년에 개봉한 대한민국의 영화이다.

## 캐스팅
- 안도훈 : 지운 역
- 박관수 : 찬형 역
- 우진영 : 성완 역
- 정애진 : 예린 역
- 이정현 : 미선 역
- 임지원 : 정은 역
- 김유빈 : 유빈 역
- 김유진 : 유진 역
- 이무정 : 지운 부 역
- 홍여진 : 가게여자 역
- 장정국 : 김한직 역
- 안진수 : 교수 역
- 길달호 : 약장수 역
- 박용팔 : 지운 부 친구 역
- 봉두개 : 사내 역
- 강희 : 횟집여자 역
- 장철 : 손님 역